# تاریخ سینمای ایران: از آغاز تا سال ۱۳۵۷
تاریخ سینمای ایران: از آغاز تا سال ۱۳۵۷ کتابی از مسعود مهرابی است که در سال ۱۳۶۳ منتشر شد.، این کتاب از پرتیراژترین متون مربوط به سینما در ایران محسوب می‌شود و بیش از سیزده بار تجدید چاپ شده‌ است. این کتاب بعد از کتاب دا(خاطرات سیده زهرا حسینی) پرفروش‌ترین کتاب در تاریخ ایران است. 